# Агустін Россі (футболіст)
Агустін Россі (ісп. Agustín Rossi, нар. 21 серпня 1995, Буенос-Айрес) — аргентинський футболіст, що грає на позиції воротаря в бразильському клубі «Фламенгу». Виступав за низку аргентинських і закордонних клубів. Триразовий чемпіон Аргентини, володар Кубка Бразилії.

## Клубна кар'єра
Агустін Россі народився 1995 року в місті Буенос-Айрес, та є вихованцем футбольної школи клубу «Чакаріта Хуніорс». У 2013 році Россі розпочав грати в основній команді клубу, в якій виступав до 2015 року, взявши участь у 19 матчах чемпіонату. У 2015 році воротар перейшов до клубу «Естудьянтес», проте не став основним голкіпером, і в 2016 році клуб віддав гравця в річну оренду до клубу «Дефенса і Хустісія».
У 2017 році футболіст перейшов до клубу «Бока Хуніорс», однак не відразу став у його складі основним воротарем, хоча й став у складі команди дворазовим чемпіоном Аргентини, і в 2019 році клуб віддав гравця в оренду спочатку до чилійської команди «Депортес Антофагаста», а пізніше в цьому ж році до аргентинської команди «Ланус». У 2020 році Россі повернувся до «Бока Хуніорс», і цього разу став у складі команди основним воротарем. У сезоні 2022 року гравець у складі команди втретє став чемпіоном Аргентини. У 2023 році клуб віддав воротаря в короткочасну оренду до саудівського клубу «Ан-Наср» (Ер-Ріяд). Після завершення оренди футболіст перейшов до складу бразильського клубу «Фламенгу». у складі команди аргентинський воротар у 2024 році став володарем Кубка Бразилії.

## Виступи за збірну
У 2015 році Агустін Россі зіграв 1 матч у складі молодіжної збірної Аргентини.

## Титули і досягнення
- Чемпіон Аргентини (3):

«Бока Хуніорс»: 2016—2017, 2017—2018, 2022
- Володар Кубка Бразилії (1):

«Фламенгу»: 2024